# Flotte Riunite Florio
Le Flotte Riunite Florio furono una compagnia di navigazione di Palermo, nata nel 1840 come Società dei battelli a vapore, ad opera dell'imprenditore Vincenzo Florio. Fu incorporata nel 1936 dallo Stato nella Tirrenia di Navigazione.

## Storia

### Sotto il Regno delle Due Sicilie
La "Società dei battelli a vapore siciliani" nacque nel luglio 1840 per iniziativa di Vincenzo Florio, di Beniamino Ingham, di Gabriele Chiaramonte Bordonaro, che già possedevano battelli a vela, e di un gruppo di più di 120 soci minori.
Nel 1847, Vincenzo Florio fece venire a Palermo dalla Francia il piroscafo Indépendent, in piena rivoluzione, sotto bandiera francese per essere al riparo dalle navi borboniche. Era nata l'"Impresa Ignazio e Vincenzo Florio per la navigazione a vapore". Alla nave fu dato il nome di Diligente iniziando regolari viaggi intorno alla Sicilia.

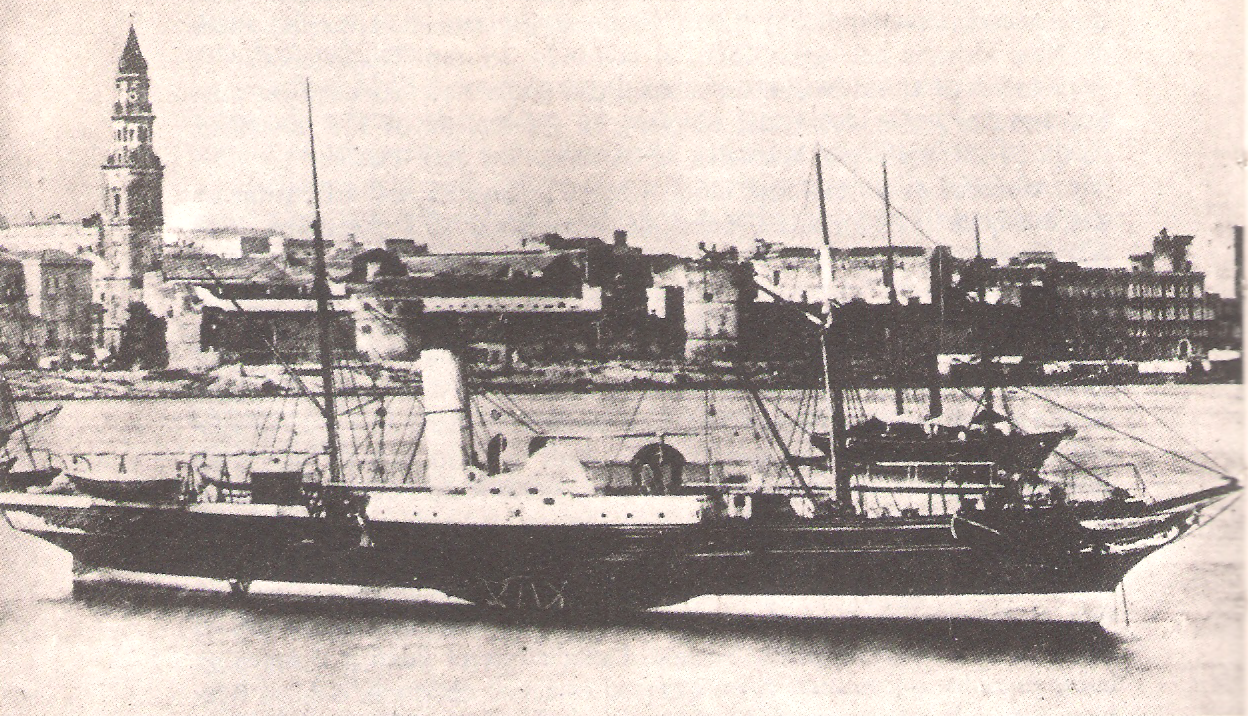
Il Corriere siciliano di Vincenzo Florio (1852), 247 t

Nel 1851 fu ordinato ai cantieri Thompson di Glasgow il Corriere siciliano, dalla potenza di 250 CV, capace di trasportare un centinaio di passeggeri tra prima e seconda classe. Destinato ad alcune linee mediterranee, arrivava sino a Marsiglia.
Poi arrivò un terzo vapore, l'Etna, di 326 tonnellate di stazza, sempre da Glasgow. Gli fu affidata la concessione del servizio postale tra Napoli e la Sicilia. Un nuovo bastimento, l'Elettrico, raggiungeva l'eccezionale velocità per quei tempi di 13 nodi.
Quando Garibaldi sbarcò la Sicilia, il governo borbonico aveva requisito per il trasporto delle truppe quattro piroscafi della compagnia su cinque, ed uno era affondato al largo di Gaeta.

### Dopo l'Unità d'Italia

LElettrico di Vincenzo Florio, 344 tonnellate (1859)

Nonostante queste perdite, grazie alle altre attività di famiglia, Vincenzo Florio fu in grado di riorganizzare la compagnia di navigazione: abbandonò la struttura familiare e la ricostituì in forma di società in accomandita per azioni con un capitale di quattro milioni di lire.
Così il 25 agosto 1861, venne costituita la "Società in accomandita Piroscafi postali di Ignazio e Vincenzo Florio", con sede a Palermo.
Nel 1862 la Florio fu una delle quattro compagnie che ottennero sovvenzioni dal governo italiano per il servizio postale: le linee esercite dalla Florio erano la Palermo-Napoli e il cabotaggio intorno alla Sicilia con puntate verso gli arcipelaghi siciliani, Malta e Tunisi.
Nel 1863 erano dodici le unità che componevano la flotta e la compagnia, ottimamente diretta, guadagnò ancora in forza economica e prestigio.
Fu acquisita la "Compagnia di navigazione a vapore La Trinacria", sorta a Palermo nel 1869 e fallita nel 1876 in conseguenza della crisi economica del 1873.
La convenzione postale del 1877 permise un'ulteriore espansione della Florio, che ormai era una delle uniche due grandi compagnie di navigazione italiane: l'altra era la Rubattino. In tale occasione la società palermitana ottenne il cabotaggio del canale d'Otranto e dello Jonio, i traghetti Ancona-Zara e Brindisi-Corfù, ma soprattutto ebbe le linee per Salonicco, Smirne, Costantinopoli e Odessa.
Fuori dalla convenzione, nel 1877 Florio inaugurò anche la linea per New York, che due anni dopo divenne Marsiglia-Palermo-New York.

### La fusione con Rubattino
Il 4 settembre 1881 vedeva la luce la "Navigazione Generale Italiana (Società riunite Florio e Rubattino)". Ignazio Florio e Raffaele Rubattino conferirono le rispettive imprese ricevendo ciascuno il 40 per cento delle azioni mentre Il Credito Mobiliare sottoscrisse il restante 20% del capitale. La sede fu fissata a Roma, mentre Genova e Palermo erano i compartimenti operativi.
Coi suoi 83 piroscafi (subito passati ad oltre 100), la Navigazione generale italiana si presentava come il più grande complesso armatoriale mai sorto in Italia.
Pochi anni dopo alcuni armatori genovesi presentarono però offerte più convenienti di quelle della Navigazione generale per l'assunzione dei servizi convenzionati dallo Stato, mentre la compagnia non era in grado di acquisire una nuova, grande flotta che sostituisse gli oltre cento bastimenti posseduti e iniziò la crisi
Fallita la NGI, nel 1925 Ignazio Florio jr fondò la società di navigazione "Flotte Riunite Florio", che si fuse nel 1932 con la "Compagnia Italiana Transatlantici" per creare la "Tirrenia - Flotte Riunite Florio - CITRA", poi salvata da Finmare nel 1936 nella "Tirrenia di Navigazione".